# زاكاري بوث
زاكاري بوث (بالإنجليزية: Zachary Booth)‏ مواليد 1983 في الولايات المتحدة، هو ممثل أمريكي. تخرج من جامعة ميشيغان في سنة 2004.

## الأعمال

### مسلسلات
- القانون والنظام: الوحدة الخاصة للضحايا (2006) (بدور: تريفور أولسن)
- الإبتدائية (2013) (بدور: سيلاس كول)
- بيرسون أوف إنترست (2015) (بدور: تشيس باترسون)

## روابط خارجية
- زاكاري بوث على موقع IMDb (الإنجليزية)
- زاكاري بوث على موقع ألو سيني (الفرنسية)
- زاكاري بوث على موقع أول موفي (الإنجليزية)
- زاكاري بوث على موقع قاعدة بيانات برودواي على الإنترنت (الإنجليزية)
- زاكاري بوث على موقع قاعدة بيانات الفيلم (الإنجليزية)
- زاكاري بوث على موقع كينوبويسك (الروسية)